# (15188) 3044 T-2
A (15188) 3044 T-2 egy kisbolygó a Naprendszerben. Cornelis Johannes van Houten, Ingrid van Houten-Groeneveld és Tom Gehrels fedezte fel 1973. szeptember 30-án.

## Kapcsolódó szócikk
- Kisbolygók listája (15001–15500)